# Jean-François-Marie Jacob
Pour les articles homonymes, voir Jacob (homonymie).
Jean-François-Marie Jacob, ou encore barde Efflam-Koed-Skaù (31 mai 1882 à Locmariaquer - 22 octobre 1938 à Luzenac), est un écrivain et poète de langue bretonne vannetaise. Sa tombe se trouve au cimetière d'Ax-les-Thermes (Ariège)

## Biographie
Il est l'arrière-petit-fils de Jean-Marie Hermely, qui fut un des lieutenants de Georges Cadoudal pendant les guerres de la Chouannerie, et fils d'un capitaine au long cours. Il a le breton pour langue maternelle. Il est élève du collège du Berceau de Saint-Vincent-de-Paul, près de Dax, de 1895 à 1900. Après avoir terminé ses études au lycée de Nantes, il commença à se mêler au mouvement breton, collaborant entre-temps, – sous les pseudonymes de « Efflam Koed-Skaù », « Ehoarn Ruis » et « Jehan de Kaer » – à des journaux et revues : Le Pays breton, La Revue de Bretagne, Dihunamb, Kroaz ar Vretoned, Ar Vro, etc. À cause de mauvaises affaires commerciales (il aurait laissé pourrir des patates sur un quai), il a fait quelques semaines de prison. 
Écrivain engagé, catholique, royaliste, il est célèbre par son histoire de la chouannerie, ses contes, ses poésies, ses cantiques et motets, ses chansons populaires où son pays natal est à l'honneur, ses mélodies folkloriques, recueil de deux cent quatorze airs de biniou, dont les trois quarts étaient joués à Locmariaquer, par les sonneurs Cagnard et Marion, dit Job Braz. Il a fondé en 1913 une Association des Bretons de Touraine, dite La Fleur d'Ajonc. Nationaliste breton, il est membre du comité de rédaction de Breiz Dishual. Il organise en 1928, avec Loeiz Herrieu et André Mellac, le gorsedd de Bretagne à Locmariaquer. Druide, il participe à la création du Collège bardique des Gaules. L'ordre des bardes rassemblait les défendeurs de la langue bretonne et des traditions bretonnes. Il dut attendre quelques années son introduction car Loeiz Herrieu mettait son veto lors des votes d'élection (il considérait que quelques irrégularités, comme son passage en prison, ne lui permettaient pas d'entrer chez les bardes).

## Publications
- Erauk pautred ! (En avant les gars !), Marche de l'Union de la jeunesse catholique bretonne. Au secrétariat général de l'Union, (1905)
- Glahar er barh, pé marù Breih-Izel… Le chagrin du barde, ou la Mort de la Bretagne, Vannes : impr. de Lafolye frères, 1908
- Les Pages du Roi au palais de Versailles, Imp. Commerciale de Bretagne, 1931
- Biographie de Jean-Marie Hermely. Éditions de La Science Historique, Paris, 1933
- L'Émigration des Ruraux Bretons dans le Midi de la France. Étude sociale et économique, Imp. Réunies, Redon
- La Gaule continue malgré les Invasions des Romains, des Barbares et des Métèques, Rennes : Impr. de la Presse régionale de l'Ouest ; Carhaix, Éditions Armorica 1935.
- Binious et Bombardes, étude musicologique, Bouteloup, Redon